# 코니 (개)

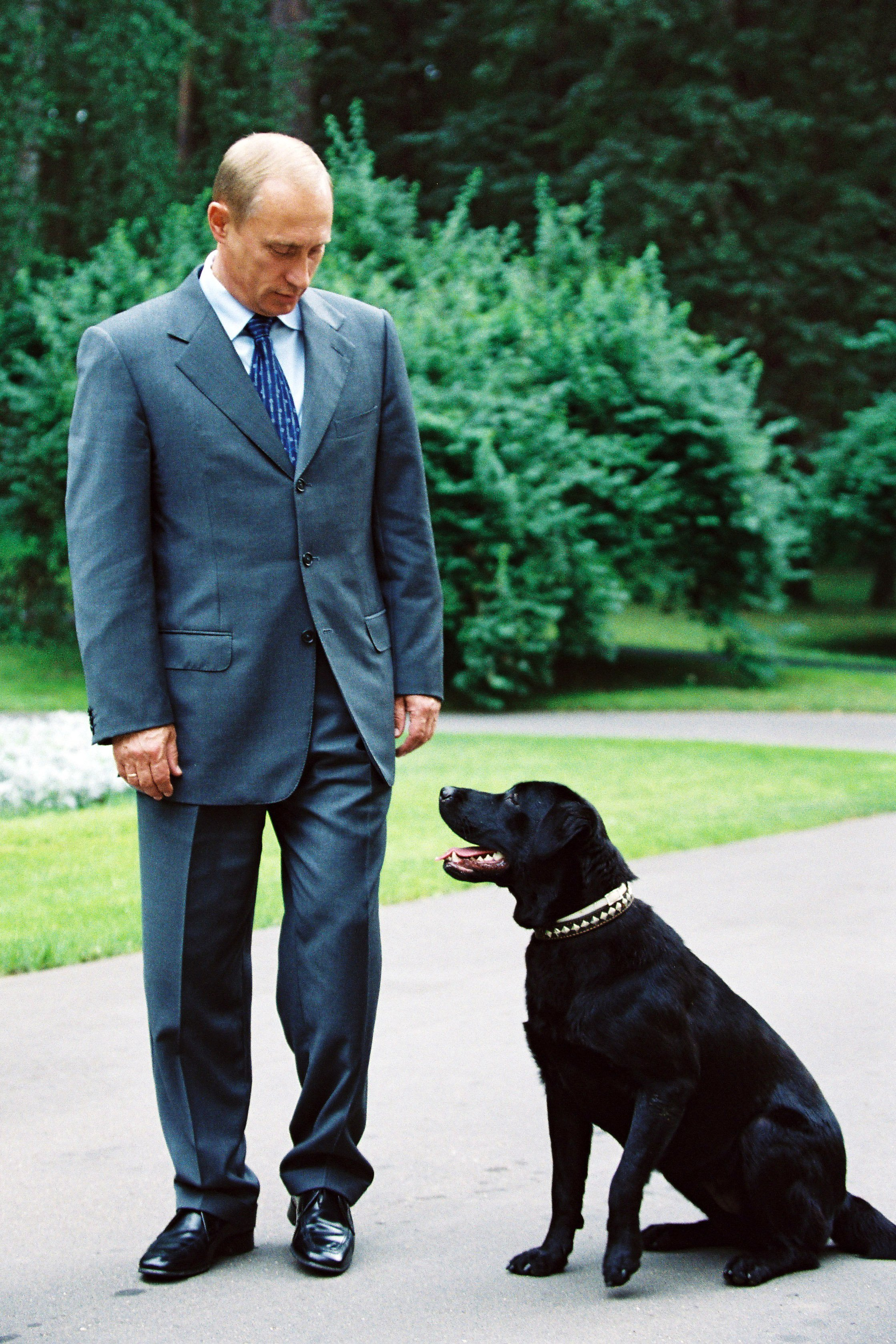
블라디미르 푸틴과 코니

코니(러시아어: Кони)는 러시아의 총리 블라디미르 푸틴의 애완견으로, 암컷 래브라도 리트리버이다. 풀네임은 코니 폴그레이브(Connie Paulgrave)이다.
2000년 세르게이 쇼이구가 푸틴에게 선물했다. 코니는 푸틴이 참석하는 회의 때 종종 동석한다.

## 생애
코니는 1999년 러시아의 노긴스크에 있는 러시아 비상사태부의 애견학 센터에서 태어났다. 그녀는 수색 및 구조견으로써 훈련받았었다. 코니의 엄마의 이름은 헨리에타 부쉬(Henrietta Bush)이고, 아빠는 알코르 로스 브래드퍼드(Alkor Ross Bradford)이다. 알코르 로스 브래드퍼드는 소련의 공산당 서기장이였던 레오니트 브레즈네프가 소유했던 래브라도 리트리버의 혈통이었다. 확인되지는 않았지만, 코니는 콘돌리자 라이스의 이름에서 유래했다는 추측이 많다. 2000년 12월에, 세르게이 쇼이구가 러시아 비상사태부를 대신해 푸틴에게 코니를 선물했다.
2003년 러시아 총선이기도 한 2003년 12월 7일 아침, 코니는 8마리의 새끼를 낳았다. 다리나(Darina)라 이름이 붙어진 한 강아지는 로스토프주의 독거노인에게 기부되었다. 오스카(Oscar)라 이름 지어진 다른 강아지는 스몰렌스크의 6살 소녀에게 기부되었다. 2마리의 강아지는 오스트리아의 대통령인 토마스 클레스틸에게 좋은 관계를 쌓고자 기증되었다. 현재 2마리의 강아지는 클레스틸의 부인인 마고트 클레스틸 뢰플러가 프라하에서 키우고 있다. 2009년 12월, 그녀는 2마리 강아지 모두 모스크바로 되돌렸다. 클레스틸 뢰플러는 올리아(Olya)와 오리(Ohri)라 부른 2 강아지로부터 남편의 죽음에 대해 많은 위안을 얻었다고 했다. 다른 코니의 새끼는 북오세티야 공화국의 블라디캅카스에서 구조견 역할을 하고 있다.